# Liste der Bürgermeister und Gemeindedirektoren Büderichs
Diese Liste enthält die Amtszeiten und Namen der Bürgermeister und Gemeindedirektoren der ehemaligen Gemeinde Büderich bei Wesel in Nordrhein-Westfalen.

## Bürgermeister
| Amtsbeginn        | Amtsende           | Name                               | Bemerkung |
| ----------------- | ------------------ | ---------------------------------- | --- |
| vor 1473          |                    | Nelbert de Erlvesvelde             | |
| vor 1501          |                    | Wilhelm van Will                   | |
| vor 1516          |                    | Johann Oert                        | |
| vor 1555          |                    | Cornelius van Groen                | |
| 1570              |                    | Derich ingen Alden Rhyn            | |
| 1578              |                    | Adolf van Rolinxwert               | |
| vor 1590          |                    | Johan Kuyck                        | |
| 1625              |                    | Jobst Gommersbach                  | |
| 1626              |                    | Jan van Lanck                      | |
| 1627              |                    | Jobst Gommersbach                  | |
| 1628              | 1629               | Franz van Münster                  | |
| 1629              | 1632               | Henrich Kanck o.a. Hendrich Kaecks | |
| 1633              | 1634               | Johan Boegell                      | |
| 1635              |                    | Franz van Münster                  | |
| 1636              | 1637               | Arndt von Rembergh                 | |
| 1638              |                    | Michael Roß                        | |
| 1639              | 1643               | Pouwel von Louwen                  | |
| 1644              | 1647               | Johan Kaeck                        | |
| 1657              |                    | Tilman then Haegh                  | |
| 1658              |                    | Giesbert Brings                    | |
| 1660              | 1662               | Giesbert Brings                    | |
| 1663              |                    | Adam Orts                          | |
| 1667              |                    | Bernd Beste                        | |
| 1668              |                    | Henrich van Münster                | |
| 1669              |                    | Johan Driessen                     | |
| 1676              | 1679               | Godert Driessen                    | |
| 1681              | 1682               | Johan Hartwich                     | |
| 1685              |                    | Johan Hartwich                     | |
| 1701              |                    | Hendrich Mangelmann                | |
| 1707              |                    | Hendrich Mangelmann                | |
| Vor 1725          |                    | Johann Kerckhoff                   | |
| 1723              | † 1751             | Johann Caspar Tinneman             | |
| 1751              | † 1763             | Friedrich Zacharias? Cuncell       | |
| 1763              | 1786               | Johann Friedrich Bach              | |
| 1787              | † 1796             | Overbruck                          | |
| 1796              |                    | Tillmann Cranen                    | Schöffe (provisorisch) |
| 1798              | 1803               | Albert Friedrich Bach              | Munizipalagent, später Bgm. von Steele |
| 1804              | 1823               | Johann Terlinden                   | wohnte nach der Zerstörung in Gest |
| 1824              | 1828               | Benjamin Überhorst                 | |
| 26. Dezember 1828 | 1849               | Ludwig Evertz                      | auch Bgm. von Veen und Labbeck, wandert nach Wisconsin aus                                                                                |
| 28. Oktober 1850  | 22. April 1875     | Johann Heinrich Aventroth          | auch Bgm. von Veen, war 1849–1850 Bgm.-Verwalter                                                                                          |
| 21. Juni 1875     | 18. April 1881     | Joseph Nolden                      | |
| Juni 1881         | † 10. Oktober 1896 | Anton Piekenbrock                  | |
| 1897              | 1905               | Hermann von Heinsberg              | danach Bgm. in Xanten |
| 1905              | 1921               | Paul Schlatmann                    | wurde am 1. September 1920 auf eigenen Wunsch für ein Jahr beurlaubt; Vertretung ab 17. Dezember 1920: Beigeordneten Hoffmann und Gröning |
| 13. November 1923 | 31. Januar 1926    | Max Vonnemann                      | bis 14. Januar 1924 kommissarisch; wurde suspendiert                                                                                      |
| 1. September 1927 | 1933               | Johann Wilhelm Staßen              | Bürgermeister-Stellvertreter |
| 20. Juli 1933     | 1945               | Fritz Klaar                        | |
| 8. April 1945     | Sept. 1945         | Johann Wilhelm Staßen              | |
| Okt. 1945         | 1946               | Leo Bartels                        | |
| 2. Oktober 1946   | † 1960             | Bernhard Wanders                   | |
| 8. April 1960     | 1969               | Bernhard Große Holtforth           | |
| 1969              | 1974               | Bernhard Hoffacker                 | |

## Gemeindedirektoren
| Amtszeit von     | Amtszeit bis       | Name                  | Bemerkung |
| ---------------- | ------------------ | --------------------- | --------- |
| 4. November 1945 | 17. Februar 1961 † | Johann Wilhelm Staßen |           |
| 1961             | 1974               | Willi Birkenhauer     |           |